# Кейла (река)
Кейла (эст. Keila jõgi) — река на северо-западе Эстонии, берущая начало в болоте Лоосалу, находящемся в Рапласком уезде к югу от Юуру, и впадающая в Финский залив в малом посёлке Кейла-Йоа. Длина реки — 111,8 км, площадь водосборного бассейна — 669,3 км². Кейла — самая длинная река Финского залива. Основными притоками являются Атла и Майдла.
Водопад Кейла практически непреодолим для миграции рыб, направляющихся с моря.